# ジェーン・バドラー
ジェーン・バドラー（Jane Badler、1953年12月31日 - ）は、アメリカ合衆国の女優。

## 出演作品
- V (1983年のテレビドラマ)（ダイアナ役）
- V (2009年のテレビドラマ)（ダイアナ役）
- バーチャル・レボリューション（ディナ役）
- アイアンフィスト（サンディ・トレンス役）
- 新スパイ大作戦/黄金の蛇（シャノン・リード役）
- ドラッグ・シティL.A.（シェルビー・コリンズ役）
- 新スパイ大作戦（シャノン・リード役）
- 恐怖！襲われたスチュワーデス寮（パム役）